# Szikszai György–Szirbik Miklós-emlékház
A Szikszai György–Szirbik Miklós-emlékház egy kiállítóhely Makón, a város református közösségének helytörténeti értékeit mutatja be. Névadói a város kiemelkedő lelkészei, jeles prédikátorai: Szikszai György és Szirbik Miklós.
A kiállítás a korábbi parókia felújított épületében kapott helyet, a református ótemplom mögött; 2008. augusztus 17-én nyitották meg. Köszöntőt mondott Kondrát Zoltán lelkipásztor és Buzás Péter, a város polgármestere, valamint Gombkötõ Margit, a Juhász Gyula Református Gimnázium és Szakképző Iskola tanára. Az akkori magyar kormány a rendkívüli beruházási tartalékból 2007-ben valamivel több mint 7 millió forintot különített el, ezzel támogatva az épület megújítását, a múzeum létrehozását. Körülbelül 100 kiállítási tárgy és dokumentum látható, de nagy számban őriznek csak egyénileg kutatható, közönség elé nem tárt iratokat is. Kiállítottak 1760-tól datálódó születési anyakönyvet, daloskönyveket, énekkari tablókat és zászlókat. A falakat az egykori prédikátorok portréi díszítik; háborús mementó a nyugalmazott lelkipásztor gránátrepesz által kilyukasztott Bibliája. Az emlékházat a makói belvárosi református egyházközség tartja fenn; előzetes bejelentkezéssel látogatható.